# Jorge Contreras
Jorge Alejandro Contreras Lira (ur. 3 lipca 1960 w Santiago) – piłkarz chilijski grający podczas kariery na pozycji pomocnik.